# Продажа чинов
Продажа чинов — система комплектования офицерского корпуса армии и на флоте, то есть в вооружённых силах, при которой офицерские чины продаются за деньги. 
Была распространена в большинстве европейских вооружённых сил со средних веков и до конца XIX века. Только в русской и прусской армиях чины никогда не продавались за деньги официально. 

## История
В средние века глава государства обыкновенно назначал только командира полка (полковника), который уже сам назначал капитанов (командиров рот), а капитаны — своих поручиков (офицеров для поручений). Эта система пала с учреждением постоянных армий. Сначала утверждение, а затем и назначение всех офицеров сделалось исключительным правом монарха (короля, императора и так далее). Отсюда постепенно развилась система продажи чинов.

### Во Франции
Особенно процветала система продажи чинов до революции во Франции. Чины продавались даже малолетним, в числе, значительно превышавшем потребность в офицерах. Так, в 1665 году во Франции было 94 генерал-лейтенанта на 46 пехотных полков. В конце XVIII века полковников (командиров полков) было в 3 раза больше, чем полков, капитанов (ротных командиров) — в 10 раз больше, чем рот; из 36 тысяч офицеров фактически несли службу лишь 13 тысяч. Не продавались только чины майора (должность заведующего хозяйством) и подполковника (помощник командира полка).

### В германских государствах
Продажа чинов в Саксонии была отменена после Семилетней войны.
В Австрии она существовала ещё в эпоху Наполеоновских войн. В 1803 году в Австрии было запрещено продавать офицерские патенты. Однако продолжал допускаться обмен патентами по соглашению между офицерами, а выплачиваемые за такой «обмен» деньги оставались частным делом офицеров. Требовалось только согласие полкового командира (полковника). В 1850 году чин лейтенанта пехоты стоил около 2000 крон.

### В Англии
В Англии продажа чинов началась во время правления Карла II в 1683 году.
Она была результатом так называемых «прав собственности», которые получали офицеры королевской армии в прошлом. В обязанности офицеров входил набор необходимого количества рекрутов, обеспечение солдат довольствием, снаряжением, амуницией. На все это офицеру выдавались деньги; сумма эта зависела от количества завербованных солдат. Офицеры королевской армии, таким образом, получали значительную выгоду от дарованных им «прав собственности». В XVIII веке система патентов продолжала существовать, хотя «права собственности» офицеров были во многом ограничены.
Продажа должностей затрагивала только пехоту и кавалерию -  офицеры артиллерии комплектовались из выпускников Артиллерийской академии и их продвижение по службе происходило на основе личных заслуг. Также продажа должностей не использовалась в военно-морском флоте.
Производство офицеров как в первый, так и в последующие чины обусловливалось взносом известной суммы денег; за первый чин платили от 450 до 1200 фунтов стерлингов. Продвигаясь по службе, старый патент надо было продать и купить новый, оплатив лишь разницу в их цене. Всего, чтобы достичь чина подполковника, надо было разновременно уплатить, смотря по роду оружия, от 4,5 до 8 тысяч фунтов стерлингов, в зависимости от общественного статуса подразделения. При производстве в полковники все взносы возвращались; оставлявшие службу ранее, теряли их, но они имели право, уходя в отставку, продавать свой патент. При этой системе быть офицерами могли только очень богатые люди, и раз поступившие, невольно удерживались на службе. Печально известный граф Кардиган заплатил 35 тысяч фунтов (3 миллиона фунтов на 2018 год с учётом инфляции) за должность командира популярного гусарского полка.
Благодаря этой системе дети богатых дворян получали возможность занимать высокие должности в весьма юном возрасте. Так, Артур Уэсли, будущий герцог Веллингтон, победитель при Ватерлоо, в 24 года был уже подполковником 33-го пехотного полка.
Во время Крымской войны обнаружилась полная некомпетентность сформированного таким образом британского офицерского корпуса, приведшая в частности к катастрофической атаке лёгкой бригады вышеупомянутого Кардигана. Это привело к движению за реформу системы. Тем не менее она сохранялась до 1871 года. Отмена продажи чинов в ходе реформ Кардуэлла встретила сильную оппозицию в палате лордов и поэтому формально была оформлена не законодательным актом, а постановлением правительства.

## Преимущества и недостатки системы
Основным недостатком системы покупки чинов была малая компетентность офицеров, купивших чины за деньги, и невозможность продвижения для тех, кто не располагал значительными средствами.
С другой стороны, система продажи чинов делала менее вероятным участие армии и флота в революции или государственном перевороте, так как офицерами были люди из богатейших слоёв общества.